# Pieni Virtasaari
Pieni Virtasaari är en ö i Finland. Den ligger i sjön Pihlajavesi och i kommunen Nyslott i  landskapet Södra Savolax, i den sydöstra delen av landet, 270 km nordost om huvudstaden Helsingfors. Öns area är 1,8 hektar och dess största längd är 360 meter i nord-sydlig riktning.